# LEGOLGEL
LEGOLGEL（ルゴルジェ）は、日本のヴィジュアル系ロックバンド。

## 概要・略歴
1999年に結成。同年3月3日にポリグラムレコードよりメジャーデビュー。デビューシングル『時空旅行』及びカップリングに収録されている『melody』は、TBS系テレビアニメ「Petshop of Horrors」のオープニング・エンディング曲にそれぞれ起用された。またデビューシングルから連続3枚のシングルCDをリリースし業界で話題となる。その後、キングレコード、コロンビアレコードと移籍し、国内外で勢力的に活動する。
プロダクションは、ストーン・ヘブンに所属しており、プロダクション社長でもある作詞家の有森聡美とバンドリーダーであるギターKAKEL （坂井慎一）が楽曲、ステージパフォーマンスなどを作り上げ、国内外で（ドワンゴ主催のハワイイベント、ANA名古屋主催の韓国イベント等）幅広く活動する。
デビュー前から深い交流のあった西城秀樹、本田美奈子、河村隆一からの強い応援もありコンサートやイベント、ディナーショー等の演奏にも出演した。
HILUMA以外のメンバーが脱退した2007年以降は、HILUMAのソロプロジェクトとして活動。活動を舞台やテレビドラマなど幅広く出演する。
2012年以降の活動は、プロダクションを離れるが、これまでの経験を生かし個々に活動の場を広げている。

## 解説
グループ名の由来はフランス語の "regorger" （満ち溢れる）からで、三つのRをLに変更し、力強く意味を込めている。
一つ目は愛があふれるLove（ラブ）、二つ目に運をつかむLuck（ラック）、そして三つ目に生きるを意味するLive（リブ）という三つの『L』を込めている。また、メンバー全員が芸名に冠しているLに置き換えている。

## LEGOLGEL オリジナルメンバー
- MILAIミライ、堀尾聡太（1981年8月4日 - ）
初代ボーカル担当。東京都出身。
脱退後はSUGAR LUSTERというグループで活動（現在は解散）[1]。
- HILUMAヒルマ、平沢隼一（1981年2月5日 - ） 
2代目ボーカル担当。神奈川県出身。身長178cm、体重60kg。
- KAKELカケル、坂井慎一（1976年3月19日 - ）バンドリーダー
ギター担当、A型。広島県出身。身長172cm、体重53kg
2007年まで在籍。
現在は、シンガーソングライターとして東京・広島を中心としアジア圏内でソロ活動を行う。
- LIKUリク、山崎慶（9月13日）
ドラム担当。神奈川県出身。
2003年まで在籍。
- LYOリョウ、久保田亮（1979年10月6日 - ）
ベース担当。　学校法人 尚美学園 尚美ミュージックカレッジ専門学校卒業。 O型。
2002年まで在籍。神奈川県出身。身長176cm、体重59kg。作曲家、DJ等で広範囲に活動を行う。

### サポートメンバー
- ABIL（アビル）
ベーシスト（浅香唯バックバンド）
- 人時（ひとき）
ベーシスト（黒夢、SSS）
- JUN（じゅん）（松本淳）
ドラム（THE SPACE COWBOYS）
- yu-ki（ゆうき）（染川裕紀）
ベース
- ITITO（いちと）（市戸剛）
ドラム
- TETSUYA（てつや）（杉本哲也）
ドラム（THE LANTERN）

## ディスコグラフィー

### シングル
|     | 発売日         | タイトル               | 規格品番  | 収録曲 | 備考 |
| --- | -------------- | ---------------------- | --------- | --- | --- |
| 1st | 1999年3月3日   | 時空旅行               | PODX-1043 | 1. 時空旅行 2. melody 3. 時空旅行                                                                         | MILAIボーカル 8センチCDシングルでのリリース                                                              |
| 2nd | 1999年4月1日   | Lose Heart             | PODX-1045 | 1. Lose Heart 2. ひらり 3. Lose Heart                                                                     | MILAIボーカル 8センチCDシングルでのリリース                                                              |
| 3rd | 1999年6月2日   | 未来                   | PODX-1047 | 1. 未来 2. Wish 3. 未来                                                                                   | MILAIボーカル 8センチCDシングルでのリリース                                                              |
| 4th | 2001年4月25日  | Legend                 | KICM-1018 | 1. Legend 2. Loneliness 3. Legend～Vocalless～ 4. Loneliness～Vocalless～                                 | 4th以降、HILUMAボーカル 以降すべてマキシシングルでのリリース                                             |
| 5th | 2003年8月8日   | All the way/愛のチカラ | BZCM-5005 | 1. All the way 2. 愛のチカラ 3. All the way～Vocalless～ 4. 愛のチカラ～Vocalless～                       | 『All the way』は読売ジャイアンツ前田幸長選手打席入場曲として使用。                                      |
| 6th | 2004年4月28日  | トキ色の未来へ         | BZCM-5007 | 1. トキ色の未来へ 2. 僕らのカタチ 3. トキ色の未来へ(カラオケ) 4. 僕らのカタチ(カラオケ)                   | 『トキ色の未来へ』は中日ドラゴンズ川上憲伸選手打席入場曲に使用                                           |
| 7th | 2004年8月15日  | 夢の扉                 | BZCM-5008 | 1. 夢の扉 2. 愛のチカラAcoustic version 3. 夢の扉～Vocalless～ 4. 愛のチカラAcoustic version～Vocalless～ | |
| 8th | 2005年10月19日 | オアシス               | JTCA-1001 | 1. オアシス 2. 僕のピストル 3. 愛は正義 4. オアシス Vocalless                                             | TYPHOON JAPANよりリリース 静岡県中之島公園の砂丘にてPVの撮影し壮大な景色と楽曲が可能性を秘め話題となる。 |

### その他

#### ドラマCD
- コミックスイメージアルバム「ゴーゴー僕たち」（2004年5月26日）

キングレコード（規格品番：KICA-643）から発売
LEGOLGEL曲（『闇に見つけろ!』『SNIPER』『Marionette』）収録

## タイアップ一覧
| 使用年 | 曲名           | タイアップ                                                                  |
| ------ | -------------- | --------------------------------------------------------------------------- |
| 1999年 | 時空旅行       | TBS系『ワンダフル』内アニメ『Petshop of Horrors』オープニングテーマ         |
| 1999年 | 時空旅行       | TBS系『ワンダフル』1999年5月度エンディングテーマ                            |
| 1999年 | melody         | TBS系『ワンダフル』内アニメ『Petshop of Horrors』エンディングテーマ         |
| 1999年 | Lose Heart     | MBS系アニメ『デビルマンレディー』後期エンディングテーマ（第18話 - 第24話）  |
| 1999年 | 未来           | NHK教育テレビアニメ『コレクター・ユイ』第1期エンディングテーマ              |
| 2001年 | Legend         | テレビ東京系アニメ『RUN=DIM』オープニングテーマ                             |
| 2003年 | All the way    | 寿がきや食品社「本店の味」CMソング                                          |
| 2003年 | All the way    | テレビ東京系『キラリ☆自分流』エンディングテーマ                             |
| 2003年 | 愛のチカラ     | 中京テレビ「夏の家族キャンペーン」イメージソング                            |
| 2003年 | 愛のチカラ     | 第26回 24時間テレビ 「愛は地球を救う」東海エリアテーマソング                |
| 2003年 | トキ色の未来へ | テレビ新潟アニメ『トキ この地球（ほし）の未来を見つめて』オープニングテーマ |
| 2003年 | 僕らのカタチ   | テレビ新潟アニメ『トキ この地球（ほし）の未来を見つめて』エンディングテーマ |
| 2004年 | 闇に見つけろ!  | 幻冬舎コミックス刊行『ルチル』連載『ゴーゴー僕たち』ドラマCD収録曲          |
| 2004年 | SNIPER         | 幻冬舎コミックス刊行『ルチル』連載『ゴーゴー僕たち』ドラマCD収録曲          |
| 2004年 | Marionette     | 幻冬舎コミックス刊行『ルチル』連載『ゴーゴー僕たち』ドラマCD収録曲          |
| 2004年 | 夢の扉         | 第27回 24時間テレビ 「愛は地球を救う」東海エリアテーマソング                |

## 出演（LEGOLGEL）

### テレビ番組
- 24時間テレビ 「愛は地球を救う」 （2003年8月、中京テレビ） - HILUMA、LIKU、KAKELの3人が出演。
  - 2003年 第26回 24時間テレビ 「愛は地球を救う」 東海エリア 音楽パーソナリティー[注 6]
  - 2004年 第27回 24時間テレビ 「愛は地球を救う」 東海エリア 音楽パーソナリティー[注 7]
- 中京テレビ大感謝祭! 4時間生スペシャル!! （2004年4月25日、中京テレビ） - 24日から2日間行われていたイベントに続けて出演。

他にも多数のテレビ出演あり。

### CM
- 寿がきや「本店の味」ラーメン（LEGOLGEL出演・BGM音楽）

## 出演（HILUMAのみ）

### テレビ番組

#### 【ドラマ】
- イノセント・ラヴ（2008年10月 - 2008年12月、フジテレビ）- バーテンダー 役
- BOSS（2009年4月 - 2009年6月、フジテレビ）- 森 政夫 役
- コード・ブルー -ドクターヘリ緊急救命- 2nd season （2010年1月 - 2010年3月、フジテレビ） - 園田大介 役
- 江〜姫たちの戦国〜 第42話（2011年11月30日、NHK大河ドラマ）
- 陽だまりの樹 第七回（2012年5月18日、NHK BSプレミアム BS時代劇）

#### 【バラエティ】
- 世界ウルルン滞在記（2002年6月9日、毎日放送）
- 世界ウルルン滞在記・再会スペシャル（2002年9月29日、毎日放送）
- Eネ!（2007年12月1日 - 12月8日、テレビ東京）

### ラジオ番組
- 高橋直純Trouble Maker （2007年10月 - 2008年3月、サブパーソナリティ）

### 舞台
- 2011年4月〜6月帝国劇場100周年記念公演『レ・ミゼラブル』 「パペ」役で出演
- 2011年秋頃より「La Musicale」ミュージカルエンターテイメントショーに数回出演
- 2012年5月一人芝居&LIVE「未来からの客」を演じる